# Peg o' My Heart (chanson)
Peg o' My Heart est une chanson d'Alfred Bryan et Fred Fisher écrite pour le spectacle de Broadway Ziegfeld Follies de 1913.

## Genèse
La chanson née lorsque Fred Fisher assiste à une pièce populaire à Broadway au sujet d'une américaine d'origine irlandaise nommée Peg et intitulée Peg o' My Heart. Un concours est alors lancé pour trouver la chanson qui pourra faire la promotion de la pièce et Peg o' My Heart remporte le concours.
La chanson n'est pas incluse dans la pièce, même si des adaptations plus récentes l'aient incluses.

## Accueil
En 1948, le magazine Billboard place la chanson dans sa liste Fifty Years of Song Hits et l'ASCAP la fait figurer parmi les chansons d’amour les plus jouées du 20e siècle,.